# Blaž Hafner
Blaž Hafner, slovenski zdravnik, * 23. avgust 1758, Škofja Loka, † 10. avgust 1834, Ilirska Bistrica.

## Življenjepis
Hafner je diplomiral na dunajski medicinski fakulteti. Po diplomi je najprej služboval v Ljubljani. Po medicinsko-filozofskem nazoru je bil brownist (gibanje imenovano po škotskem botaniku R. Brownu). Od leta 1792 do 1833 je bil (razen 1810 do 1815, ko se je pred Napoleonovo zasedbo umaknil v Neuberg na avstrijskem Štajerskem) uradni rudniški fizik ter vodja zdravstvene službe v rudniku živega srebra v Idriji. V 36 letih službovanja v Idriji je izboljšal zdravstveno varstvo rudarjev in splošno idrijsko zdravstveno službo. Bil je zagovornik takrat novega cepiva proti črnim kozam. Tako je od leta 1803 do 1808 uspešno cepil po metodi Edwarda Jennerja, odkritelja cepiva proti črnim kozam.